# 道 (テレビドラマ)
道（みち）は、1978年11月9日～1979年8月2日にTBS系列で放映されたテレビドラマ。

## 概要
そば屋の「伊和田」が舞台。母親と子供たちの間に起こった遺産相続の問題を、物語の中で考えていくドラマ。

## スタッフ
- 作：橋田寿賀子
- プロデューサー：石井ふく子
- 演出：川俣公明
- 音楽：小川寛興

- 技術：高橋紀男
- カメラ：細野克雄
- 照明：脇守
- カラー調整：岩下保典

- 制作主任：古賀国靖
- 音声：中村利一
- 効果：大塚民生
- VTR：寺田忠志

- 美術制作：矢郷進
- 美術デザイン：竹内誠二
- タイトル：篠原栄太
- メイク・ヘアー：ユミビュアクス
- 制作協力：東通

- 協力：日本麵類業組合連合会、花巻やぶ屋

- 衣裳協力：鈴乃屋、ワコール・ペルソナ、馬里邑、長崎屋

- 制作協力：山陽放送

- 制作：TBS、テレパック

## 出演
- 伊和田わか：京塚昌子
主人公。「伊和田」の女将。創業者の次女だが、姉の郁が嫁いで家を出たため、従業員だった夫を婿に迎え店を継いだ。夫が病気で急死したため、後継者問題に直面することになった。
- 伊和田福太郎（長男）：小野寺昭
家庭裁判所の調査員。
- 伊和田亜紀（長男の嫁）：長山藍子（第十三回は未出演）
結婚後「伊和田」の若女将としてわかに仕込まれていた。わかに後継者に指名されるが、本心は別居を望んでいて、夫と喧嘩して家出してしまう。
- 伊和田高子[1]（長女）：結城美栄子
音楽プロデューサー。
- 伊和田周子[2]（次女）：中田喜子
男子高（進学校）の数学教師。
- 伊和田朋子（三女）：大竹しのぶ
獣医学部の大学生。夜は「伊和田」の手伝いをしている。
- 伊和田順（福太郎の長男）：須田圭一
- 伊和田洋[3]（福太郎の次男）：宮沢公栄
- 小玉郁（わかの姉）：乙羽信子
- 小玉栄二（郁の夫）：佐藤英夫
- 古手長子[4]（従業員）：泉ピン子
- 中田国夫（従業員）：尾藤イサオ
- 三浦太平[5]（従業員）：岡本信人
- 泊三生（従業員）：金子扇太呂
- 新井秀吉[6]（従業員）：原敏晴
- 酒井夏子（従業員）：木原光知子
山形から上京してすぐ全財産をすられ困っていた所に「伊和田」の従業員募集の貼り紙を見て応募してきた。
- 酒井虎太郎（夏子の父）：金田龍之介
- 松島時枝[7]（従業員）：茅島成美
- 松島哲也（時枝の子）：吉田紀人
- 森村初子（亜紀の親代わり）：園佳也子
スナック「葵」のママ。
- 三上健[8]（亜紀の弟）：田島真吾
スナック「葵」の従業員。
- 大坊[9]吾郎：渡辺篤史
第十一回から出演。栄二の友人の息子で「伊和田」の婿候補として紹介されるが、本人はそのことを知らされていない。進学校ではない高校の数学教師をしている。教師同士という事で周子と意気投合する。
- 大坊恭助（吾郎の父）：松下達夫
- 大坊豊子（吾郎の母）：三崎千恵子
- 羽根田：前田昌明
吾郎の父の店の常連だった。吾郎の腕を買っていて、自分の店のハワイ支店を吾郎に任せたいと誘いをかける。
- 藤原市郎：中村勘九郎
岡山のぶどう農園の息子。飼い犬が病気になった時に朋子に診察して貰った縁で知り合い、岡山の実家で旅行中の朋子と再会してから交際が始まる。
- 藤原笑子（市郎の妹）：里見奈保
- 藤原源造（市郎と笑子の父）：下條正巳
- 藤原菊乃（市郎と笑子の母）：風見章子
- 丸山敏之（市郎の友人）：赤塚真人
- 田代静子（朋子の友人）：東海林典子
- 田代琴江（静子のおば）：中北千枝子
- 八田弁護士：庄司永建
- 清水イセ：田中筆子
福太郎が調査担当している老婦人
- 清水忠義（イセの息子）：福田豊土
- 清水邦子（忠義の妻）：本山可久子
- 長谷部克利（周子の担任する生徒）：豊田清（新人）
両親の不和が原因で、受験を放棄して家を飛び出し「伊和田」で預かることになる。高子に歌手としての才能を見出され、デビューを目指す。芸名は豊田清。
- 長谷部定子（克利の母）：大森暁美
- 長谷部壮司（克利の父）：滝田裕介
- 高梨教頭（周子の勤務先の教頭先生）：太宰久雄
- 生咲一良（周子の同僚）：真夏竜
- 高村（高子の上司）：久松保夫
- （ディレクター）：横井徹
- （歌手）：山本譲二
- 高野浩平（高子の見合い相手）：長谷川哲夫
- 昭八（歌手見習い）：猪股裕司（最終回のみ出演）
- みどり（「伊和田」の新人従業員）：小松容子（最終回のみ出演）
- 麻子（「伊和田」の新人従業員）：白井美紀子（最終回のみ出演）
- 清子（小玉栄二が行きつけの小料理屋の女将）[10]：奈良岡朋子（第十五回、第十七回、第二十一回に出演）

## 主題歌
- 「道」（ビクターレコード）（唄：大竹しのぶ）
  - 作詞：石井ふく子／作曲：徳久広司／編曲：福井峻

## サブタイトル
第一回 それぞれの夜 （1978年11月9日）
第二回 そむく嫁 （11月16日）
第三回 家出 （11月23日）
第四回 お互いの立場 （11月30日）
第五回 母さん帰ってよ （12月7日）
第六回 役に立たぬ娘たち （12月14日）
第七回 吉備路の出逢い （12月21日）
第八回 嫁の味方 （12月28日）
第九回 親と子の初春 （1979年1月4日）
第十回 母さんの決心 （1月11日）
第十一回 婿候補あらわる （1月18日）
第十二回 受験拒否 （1月25日）
第十三回 娘たちの曲り角 （2月1日）
第十四回 あとつぎ立候補 （2月8日）
第十五回 満たされない心 （2月15日）
第十六回 孫のゆくえ （2月22日）
第十七回 嫁の帰る日 （3月1日）
第十八回 嫁と実の娘 （3月8日）
第十九回 結婚賛成の条件 （3月15日）
第二十回 夫婦きどり （3月22日）
第二十一回 姑根性・嫁根性 （3月29日）
第二十二回 幸せになりたい （4月5日）
第二十三回 裏切り （4月12日）
第二十四回 さよなら母さん （4月19日）
第二十五回 母さんの孤独 （4月26日）
第二十六回 別れのとき （5月3日）
第二十七回 婿は来たけれど （5月10日）
第二十八回 嫁姑の行き違い （5月17日）
第二十九回 干渉しないでッ （5月24日）
第三十回 娘たちの秘密 （5月31日）
第三十一回 母さんの怒り （6月7日）
第三十二回 長女のお見合い （6月14日）
第三十三回 幸せならば･･･ （6月21日）
第三十四回 結婚しません （6月28日）
第三十五回 好きな人います （7月5日）
第三十六回 嫁の覚悟 （7月12日）
第三十七回 嫁と妻の間 （7月19日）
第三十八回 旅立ち （7月26日）
最終回 それぞれの道 （8月2日）

## 備考
- 1991年に本作を原作に｢愛の劇場｣にて｢ああ相続｣というタイトルで和菓子屋を舞台にリメイクされた。
- 2023年6月12日から8月16日まで日本BS放送（BS11）で再放送された。